# Аягозская битва
Аягозская битва (осень 1717 года) — одно из сражений в ходе Казахско-джунгарской войны.

## Исторические сведения
Об Аягозской битве известно из отчёта русского посланника в Казахское ханство Бориса Брянцева, который, будучи в «Казацкой орде» (Казахское ханство) зимой 1718 года, со слов нескольких казахских участников битвы, описал, что произошло осенью 1717 года.

## Ход битвы
В 1717 году произошло сражение близ реки Аягоз. Брянцев в своей записке со слов очевидцев приводит оценку казахского войска в 30 тысяч. Казахи шли под руководством ханов Каипа и Абулхаира в набег на джунгарские кочевья с целью ослабить джунгарский военный потенциал и   встретили небольшой джунгарский пограничный отряд в 1 тысячу человек, который, «нарубя деревьев в узком месте (теснине)» и засев в импровизированном окопе, на трое суток задержал казахское войско и с помощью другого, подошедшего на третий день небольшого (очевидец сообщает о 800 человек) джунгарского отряда нанёс поражение казахам. Казахское войско, несмотря на подавляющее превосходство в численности и в огнестрельном оружии, не выдержало джунгарского (зюнгарского, калмыцкого) «жестокого копейного удара» — конной копейной атаки и последующего рукопашного боя – и бежало.

## Последствия
Кайып-хан бежал с поля боя, но был убит в своей ставке, Абулхайр бросил своё ханство и уехал в Бухару. Казахи сразу утратили контроль над Сары-Аркой (кроме части Тургайской долины). В 1717—1718 годах джунгары продолжили наступление на территорию казахов, не встречая организованного сопротивления.

## Руководители и причины поражения
Анализируя последствия битвы, катастрофические для казахов, и действия Абулхаир-хана, на котором эта катастрофа не сказалась и который в 1717—1719 годах продолжал боевые действия против России и даже осадил Яицкий городок, казахский краевед Зиманов считает, что в Аягозской битве войсками командовал другой Абулхаир: Карт-Абулхаир и Каип-хан, оба близкие родственники (возможно дети или племянники) Тауке-хана. Вслед за историком Кушкумбаевым он предположил, что войску казахов удалось зажать джунгарские силы в излучине или на мысу у слияния Аягоза с каким-то притоком или оврагом, где те засели под прикрытием засеки из деревьев. Возможно, казахи начали ждать, когда в войске у джунгар начнется голод, но проявили беспечность, и неожиданно напавшему на лагерь осаждающих джунгарскому подкреплению удалось «копейным ударом» посеять панику, а затем и перебить не готовое к отражению атаки казахское войско.